# Терей (Софокл)
«Терей» (др.-греч. Τηρεύς) — трагедия древнегреческого драматурга Софокла (V век до н. э.) на тему, связанную с аттическими мифами, текст которой утрачен за исключением нескольких фрагментов (591—595 Radt).
Главный герой пьесы — фракийский царь Терей, женившийся на афинской царевне Прокне. Он изнасиловал сестру жены, Филомелу, и отрезал ей язык, чтобы сохранить своё преступление в тайне. Однако Прокна обо всём узнала и, чтобы отомстить мужу, убила своего сына от него, Итиса, а потом накормила Терея человечиной. Боги превратили героев этой истории в птиц.
Пьеса была написана и поставлена на сцене незадолго до 414 года до н. э., так как её пародирует Аристофан в комедии «Птицы». От текста сохранилось только несколько фрагментов: слова Прокны, обращение к ней кормилицы (предположительно) и часть рассказа вестника о событиях в доме Терея.
Предположительно «Терей» Софокла лёг в основу всех последующих греческих обработок мифа. Луций Акций создал латинскую версию пьесы.